# 이타쿠라 가쓰토
이타쿠라 가쓰토(일본어: 板倉勝任, 1737년 1월 16일 ~ 1766년 8월 12일)는 일본 에도 시대의 다이묘로, 후쿠시마번의 5대 번주이다. 시게마사 류 이타쿠라 가(重昌流板倉家) 제8대 당주.
3대 번주 이타쿠라 가쓰사토의 둘째 아들로 태어났다. 메이와 2년(1765년), 형 가쓰쓰구가 사망하자, 그 뒤를 이어 가문을 계승하였지만, 임관되기 전에 이듬해에 사망하고 말았다. 아내와 자식이 없어, 본가 계통인 빗추 마쓰야마 번주 이타쿠라 가쓰즈미의 넷째 아들 가쓰유키가 양자가 되어 그 뒤를 이었다.
| 전임 이타쿠라 가쓰쓰구 | 제5대 후쿠시마번 번주 (이타쿠라 가문) 1765년 ~ 1766년 | 후임 이타쿠라 가쓰유키 |